# کالیفرنیا جنوبی

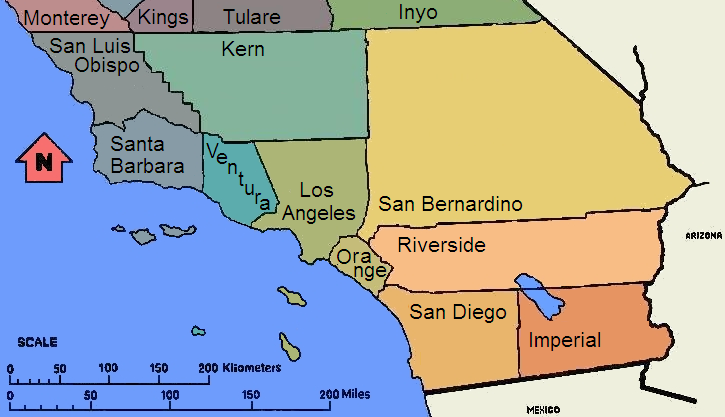
شهرستان‌های کالیفرنیای جنوبی

کالیفرنیای جنوبی (به انگلیسی: Southern California) قلمروی جغرافیایی و فرهنگی است که بهطور عمده شامل جنوب ایالت کالیفرنیا در آمریکا است. این قلمرو شامل لس آنجلس بزرگ، دومین منطقه شهری پرجمعیت در ایالات متحده است. کالیفرنیای جنوبی شامل است بر ده شهرستان از ۵۸ شهرستان کالیفرنیا: ایمپریال، کرن، لس آنجلس، اورنج، ریورساید، سن برناردینو، سن دیگو، سانتا باربارا، سن لوییز اوبیسپو و ونچورا می باشد.
صحرای کلرادو و رودخانه کلرادو در شرق کالیفرنیای جنوبی در مرز آریزونا و شهرستان سن برناردینو و مرز با نوادا در شمال شرق واقع هستند. در جنوب کالیفرنیای جنوبی با ایالت باها کالیفرنیای مکزیک به عنوان بخشی از مرز کایالات متحده با مکزیک می‌باشد.